# Olesicampe johnsoni
Olesicampe johnsoni är en stekelart som först beskrevs av Henry Lorenz Viereck 1925.  Olesicampe johnsoni ingår i släktet Olesicampe och familjen brokparasitsteklar. Inga underarter finns listade i Catalogue of Life.